# UCI Africa Tour 2014
Die UCI Africa Tour 2014 ist die zehnte Austragung des zur Saison 2005 vom Weltradsportverband UCI eingeführten afrikanischen Straßenradsport-Kalenders unterhalb der UCI WorldTour, der zu den UCI Continental Circuits gehört. Die Saison beginnt am 1. Oktober 2013 und endete am 31. Dezember 2014.
Die Eintagesrennen und Etappenrennen der UCI Africa Tour sind in drei Kategorien (HC, 1 und 2) eingeteilt. Bei jedem Rennen werden Punkte für eine Gesamtwertung der Fahrer, Mannschaften und Nationen vergeben. An dieser Mannschaftswertung nehmen die Professional Continental Teams und die Continental Teams teil. An der Nationenwertung nehmen nur die Nationen des Kontinents teil, gezählt werden aber die Ergebnisse aller Circuits. An den einzelnen Rennen können auch ProTeams teilnehmen, die von Fahrern der ProTeams erzielten Platzierungen bleiben aber für die Rankings außer Betracht.

Zu den Regeln der einzelnen Ranglisten: 

## Gesamtstand
(Endstand: 31. Dezember 2014)
| Platz | Fahrer                    |              | Team | Punkte |
| ----- | ------------------------- | ------------ | ---- | ------ |
| 1.    | Mekseb Debesay            | Eritrea      | BAI  | 241    |
| 2.    | Mouhssine Lahsaini        | Marokko      |      | 219    |
| 3.    | Azzedine Lagab            | Algerien     | GSP  | 192    |
| 4.    | Essaïd Abelouache         | Marokko      |      | 174    |
| 5.    | Salaheddine Mraouni 1     | Marokko      |      | 174    |
| 6.    | Valens Ndayisenga 1       | Ruanda       |      | 159    |
| 7.    | Louis Meintjes 1          | Sudafrika    | MTN  | 132,25 |
| 8.    | Luis León Sánchez Gil     | Spanien      | CJR  | 128    |
| 9.    | Tarik Chaoufi             | Marokko      |      | 122    |
| 10.   | Abdelatif Saadoune        | Marokko      |      | 109    |
| 11.   | Adel Barbari 1            | Algerien     | VCS  | 104,67 |
| 12.   | Issak Tesfom Okubamariam  | Eritrea      |      | 100    |
| 13.   | Thomas Lebas              | Frankreich   | BGT  | 97     |
| 14.   | Sergei Belych             | Russland     | T21  | 93     |
| 15.   | Abdoul Aziz Nikiéma       | Burkina Faso |      | 88     |
| 16.   | Janvier Hadi              | Ruanda       | GQC  | 83     |
| 17.   | Thomas Rabou              | Niederlande  | TSI  | 80     |
| 18.   | Hichem Chaabane           | Algerien     | OTA  | 76,67  |
| 19.   | Amanuel Ghebreigzabhier * | Eritrea      |      | 76     |
| 20.   | Ismail Ayoune             | Marokko      |      | 76     |
|       | ...                       |              |      |        |
| 50.   | Benjamin Stauder          | Deutschland  |      | 40     |
| 137.  | Guillaume Bourgeois       | Schweiz      |      | 10     |
| 176.  | Jan Sokol                 | Osterreich   | BCP  | 5,5    |

| Platz | Team                                     |                              | Punkte |
| ----- | ---------------------------------------- | ---------------------------- | ------ |
| 1.    | MTN Qhubeka                              | Sudafrika                    | 402,33 |
| 2.    | Groupement Sportif des Pétrolier Algérie | Algerien                     | 359,67 |
| 3.    | Bike Aid-Ride for Help                   | Deutschland                  | 272    |
| 4.    | Bridgestone Anchor                       | Japan                        | 178    |
| 5.    | OCBC Singapore Continental Cycling Team  | Singapur                     | 173    |
| 6.    | Wanty-Groupe Gobert                      | Belgien                      | 158    |
| 7.    | Vélo Club SOVAC                          | Algerien                     | 143,67 |
| 8.    | Caja Rural-Seguros RGA                   | Spanien                      | 128    |
| 9.    | Skydive Dubai Pro Cycling Team           | Vereinigte Arabische Emirate | 118    |
| 10.   | Team 21                                  | Russland                     | 117    |
| 11.   | Olympique Team Algérie Tour AGLO37       | Algerien                     | 83,67  |
| 12.   | Garneau-Québecor                         | Kanada                       | 83     |
| 13.   | Cofidis, Solutions Crédits               | Frankreich                   | 77     |
| 14.   | Banco BIC-Carmim                         | Portugal                     | 50     |
| 15.   | Parkhotel Valkenburg Continental         | Niederlande                  | 42     |
| 16.   | Airgas Cycling                           | Vereinigte Staaten           | 40     |
| 17.   | Utensilnord                              | Ungarn                       | 39     |
| 18.   | Rapha Condor JLT                         | Vereinigtes Konigreich       | 35     |
| 19.   | China Wuxi Jilun Cycling Team            | China Volksrepublik          | 20     |
| 20.   | Differdange-Losch                        | Luxemburg                    | 14     |
| 20.   | Vini Fantini Nippo                       | Japan                        | 14     |
| 22.   | Amplatz-BMC                              | Osterreich                   | 12     |

| Platz | Nation         | Punkte |
| ----- | -------------- | ------ |
| 1.    | Marokko        | 1113   |
| 2.    | Eritrea        | 875,5  |
| 3.    | Algerien       | 739,01 |
| 4.    | Südafrika      | 465,5  |
| 5.    | Ruanda         | 409    |
| 6.    | Burkina Faso   | 290    |
| 7.    | Kamerun        | 262    |
| 8.    | Tunesien       | 228    |
| 9.    | Namibia        | 148,66 |
| 10.   | Gabun          | 143    |
| 11.   | Äthiopien      | 134,99 |
| 12.   | Mauritius      | 125    |
| 13.   | Elfenbeinküste | 112    |
| 14.   | Ägypten        | 20,01  |
| 15.   | Kenia          | 12     |
| 16.   | Libyen         | 2,68   |

| Platz | Nation (U23) | Punkte |
| ----- | ------------ | ------ |
| 1.    | Eritrea      | 512,92 |
| 2.    | Ruanda       | 279    |
| 3.    | Marokko      | 227    |
| 4.    | Südafrika    | 215,92 |
| 5.    | Algerien     | 168,67 |
| 6.    | Namibia      | 108,33 |
| 7.    | Gabun        | 67     |
| 8.    | Tunesien     | 49     |
| 9.    | Mauritius    | 18     |
| 10.   | Ägypten      | 17,01  |
| 11.   | Äthiopien    | 14,33  |
| 12.   | Libyen       | 1,34   |

## Rennkalender

### Oktober 2013
| Datum   | Rennen                  | Kat. | Sieger              | Team          |
| ------- | ----------------------- | ---- | ------------------- | ------------- |
| 16.–20. | Grand Prix Chantal Biya | 2.2  | Yves Ngue Ngock     | SNH Vélo Club |
| 25.-3.  | Tour du Faso            | 2.2  | Abdoul Aziz Nikiéma | Burkina Faso  |

### November 2013
| Datum   | Rennen                                                | Kat. | Sieger            | Team      |
| ------- | ----------------------------------------------------- | ---- | ----------------- | --------- |
| 5.      | Les Challenges de la Marche Verte - GP Sakia El Hamra | 1.2  | abgesagt          |           |
| 7.      | Les Challenges de la Marche Verte - GP Oued Eddahab   | 1.2  | abgesagt          |           |
| 8.      | Les Challenges de la Marche Verte - GP Al Massira     | 1.2  | abgesagt          |           |
| 17.–24. | Tour of Rwanda                                        | 2.2  | Dylan Girdlestone | Südafrika |

### Dezember 2013
| Datum | Rennen                                      | Kat. | Sieger                                                          | Team    |
| ----- | ------------------------------------------- | ---- | --------------------------------------------------------------- | ------- |
| 1.    | Afrikameisterschaft - Mannschaftszeitfahren | CC   | Natnael Berhane Meran Russan Daniel Teklehaimanot Meron Teshome | Eritrea |
| 3.    | Afrikameisterschaft - Einzelzeitfahren      | CC   | Daniel Teklehaimanot                                            | Eritrea |
| 5.    | Afrikameisterschaft - Straßenrennen         | CC   | Tesfom Okbamariam                                               | Eritrea |

### Januar
| Datum   | Rennen                    | Kat. | Sieger          | Team          |
| ------- | ------------------------- | ---- | --------------- | ------------- |
| 13.–19. | La Tropicale Amissa Bongo | 2.1  | Natnael Berhane | Team Europcar |

### Februar
| Datum | Rennen                                                | Kat. | Sieger            | Team    |
| ----- | ----------------------------------------------------- | ---- | ----------------- | ------- |
| 27.   | Les Challenges de la Marche Verte - GP Sakia El Hamra | 1.2  | Essaïd Abelouache | Marokko |

### März
| Datum   | Rennen                                              | Kat. | Sieger                  | Team                                     |
| ------- | --------------------------------------------------- | ---- | ----------------------- | ---------------------------------------- |
| 1.      | Les Challenges de la Marche Verte - GP Oued Eddahab | 1.2  | Mouhssine Lahsaïn       | Marokko                                  |
| 2.      | Les Challenges de la Marche Verte - GP Al Massira   | 1.2  | Aleksandar Aleksiew     | Brisaspor                                |
| 8.      | Critérium International d’Alger                     | 1.2  | Thomas Rabou            | OCBC Singapore Continental Cycling Team  |
| 9.–13.  | Tour d’Algérie                                      | 2.2  | Mekseb Debesay          | Eritrea                                  |
| 9.–18.  | Tour du Cameroun                                    | 2.2  | Dan Craven              | Bike Aid-Ride for Help                   |
| 14.     | Grand Prix d'Oran                                   | 1.2  | Adel Barbari            | Vélo Club SOVAC                          |
| 16.–18. | Tour de Blida                                       | 2.2  | Amanuel Ghebreigzabhier | Eritrea                                  |
| 19.–21. | Tour International de Sétif                         | 2.2  | Thomas Lebas            | Bridgestone Anchor                       |
| 22.     | Critérium International de Sétif                    | 1.2  | Mouhssine Lahsaïn       | Marokko                                  |
| 24.–27. | Tour International de Constantine                   | 2.2  | Sergei Belich           | Team 21                                  |
| 28.     | Circuit d’Alger                                     | 1.2  | Azzedine Lagab          | Groupement Sportif des Pétrolier Algérie |
| 29.     | Critérium International de Blida                    | 1.2  | Marco Amicabile         | Gragnano Sporting Club                   |

### April
| Datum   | Rennen                      | Kat. | Sieger                     | Team                      |
| ------- | --------------------------- | ---- | -------------------------- | ------------------------- |
| 8.–12.  | Mzansi Tour                 | 2.2  | Jacques Janse van Rensburg | MTN Qhubeka               |
| 4.–12.  | Tour du Maroc               | 2.2  | Julien Loubet              | GSC Blagnac Vélo Sport 31 |
| 15.     | Beginning of armed Struggle | 1.2  | abgesagt                   |                           |
| 16.–17. | Fenkel Northern Redsea      | 2.2  | abgesagt                   |                           |
| 19.     | Independence Day            | 1.2  | abgesagt                   |                           |
| 20.     | Martyries Day               | 1.2  | abgesagt                   |                           |
| 22.–25. | Tour of Eritrea             | 2.2  | abgesagt                   |                           |
| 27.     | Circuit of Asmara           | 1.2  | abgesagt                   |                           |

### Mai
| Datum | Rennen                                            | Kat. | Sieger             | Team          |
| ----- | ------------------------------------------------- | ---- | ------------------ | ------------- |
| 9.    | Challenge du Prince - Trophée Princier            | 1.2  | Abdelatif Saadoune | Marokko       |
| 10.   | Challenge du Prince - Trophée de l'Anniversaire   | 1.2  | Mouhssine Lahsaïn  | Marokko       |
| 12.   | Challenge du Prince - Trophée de la Maison Royale | 1.2  | Tarik Chaoufi      | Maroc Telecom |

### September
| Datum  | Rennen                | Kat. | Sieger   | Team |
| ------ | --------------------- | ---- | -------- | ---- |
| 6.–12. | Tour de Côte d'Ivoire | 2.2  | abgesagt |      |

### Oktober
| Datum  | Rennen       | Kat. | Sieger   | Team |
| ------ | ------------ | ---- | -------- | ---- |
| 24.-2. | Tour du Faso | 2.2  | abgesagt |      |

### November
| Datum   | Rennen                  | Kat. | Sieger            | Team                   |
| ------- | ----------------------- | ---- | ----------------- | ---------------------- |
| 6.–9.   | Grand Prix Chantal Biya | 2.2  | Mekseb Debesay    | Bike Aid-Ride for Help |
| 16.–23. | Tour of Rwanda          | 2.2  | Valens Ndayisenga | Rwanda Karisimbi       |
| 30.-4.  | Cycle4Madiba Tour       | 2.2  |                   |                        |

### Dezember
| Datum | Rennen               | Kat. | Sieger | Team |
| ----- | -------------------- | ---- | ------ | ---- |
| 5.    | Cycle4Madiba Classic | 1.2  |        |      |